# Gadeartister i New York
Gadeartister i New York er en dansk dokumentarfilm fra 1982, der er instrueret af Jørgen Leth og Ole John.

## Handling
"Let's face the facts - even Jesus was a street perfomer." Ordene kommer fra en ung violinist, som tjener penge til sine studier ved at spille på gaden. New York er fuld af optrædende. På gader og pladser udfolder talentfulde individualister alle former for underholdning. En gruppe jazzmusikere jammer sammen, en virtuos klarinettist vrider tonerne ud af sit instrument, mens tre unge piger synger i bedste swingende 30'er stil om The Boogie-Woogie Bugle Boy from Company B. Der er mimikere, jonglører, parodister, ildkunstnere og politisk satire. Især den fransktalende jonglør, som både mestrer den éthjulede cykel og at gå på line fanger folks opmærksomhed. Men i det hele taget er New York'erne med på at lade sig underholde og begejstre. De 'spiller' med og morer sig.